# Herb Elbląga
Herb Elbląga – jeden z symboli miejskich Elbląga.

## Wygląd i symbolika
Herb przedstawia na tarczy gotyckiej dzielonej w pas dwa krzyże joannickie. W polu górnym białym krzyż czerwony, w polu dolnym krzyż biały na tle czerwono-złotego wzoru stylizowanego na kształt sieci rybackiej. Oba krzyże obwiedzione są złotym konturem. Całość zaś czarnym. Jest to historyczny herb Starego Miasta Elbląga.
Czasem można spotkać się z niezatwierdzonym urzędowo wzorem, różniącym się od powyższego obecnością złotej sieci pokrywającej krzyż w górnej części tarczy (wygląda na "wycięty" z dolnej jej części). W przeszłości sieć rybacka była jako odwzorowanie kraty bramnej z Bramy Targowej – jedynej zachowanej do dziś bramy miejskiej.

## Historia
Jednym z najwcześniejszych herbów miasta, przedstawianych często na pieczęciach, był wizerunek kogi, ze sterem zawiasowym, miejskim sztandarem na tylnym kasztelu oraz flagą z dwoma krzyżami na maszcie. Cechami charakterystycznymi są nieprawidłowa liczba lin podtrzymujących maszt oraz rzadkie występowanie w literaturze związanej z historią miasta.

Herb Nowego Miasta Elbląg

Herb Nowego Miasta Elbląg (które w przyszłości połączyło się ze Starym Miastem Elbląg), powstałego około 1340 roku na wolniźnie zamku krzyżackiego, przedstawiał tarczę przedzieloną w słup, w dwóch kolorach. Na srebrnym tle po prawej stronie herbu znajdowały się 3 róże (przeniesione z herbu rodowego komtura elbląskiego – założyciela miasta), natomiast na czerwonym tle po lewej stronie znajdował się krzyż (wysoki, ale wąski) koloru srebrnego.
XIX-wieczny historyk C. Beckhernn uważał, że w XV wieku herb Elbląga stanowiła tarcza, podobnie jak dzisiejsza z dwiema połowami, na których znajdowały się dwa krzyże, z tą różnicą, że kolorystyka była odwrócona (czerwień u góry, biel na dole) oraz brakowało rybackiej sieci. Odwrócenie kolorów nawiązywać miało do sztandaru pospólstwa miejskiego, uczestniczącego w bitwie pod Grunwaldem w 1410.
Herb dzielony w pas z dwoma krzyżami zatwierdzony został w 1962 roku przez Miejską Radę Narodową.